# Lokers
Het Lokers is een dialect uit de Vlaamse stad Lokeren.
Het is een grensdialect tussen de westelijke Oost-Vlaamse en de (verbrabantste) Wase dialecten. Kenmerken van het Lokerse dialect op het gebied van fonetiek zijn korte eenklinkers, langgerekte eenklinkers en tweeklanken evolueren in de richting van de doffe sjwa. In de eindcombinaties –len, -men en –nen is de doffe sjwa weggevallen. Ook de stembandklinkers (-h) worden niet uitgesproken. Op het gebied van de woordenschat bracht de verdwenen specifieke Lokerse haarsnijdernijverheid een aantal unieke Lokerse dialectwoorden voort. 
Lokeraar Marcel Pieters stelde een woordenboek van het Lokers dialect samen. Het woordenboek is ondertussen al een tweede keer uitgegeven naar aanleiding van het 40-jarig bestaan van de Lokerse Culturele Raad.  Naar aanleiding van dit woordenboek werd ook het mooiste Lokerse woord verkozen, namelijk een moazart of meikever.  Een moazart wordt in Lokeren ook gebruikt in het spreekwoord ‘k Zijk ik geene moazoart zolle!, dat wordt gebruikt wanneer men op de tenen wordt getrapt. Deze zegswijze verwijst naar het feit dat wanneer men met een vingertop op één der poten drukt van een meikever deze zich klaar maakt om weg te vliegen.